# Thanbyuzayat
Thanbyuzayat è una città nello Stato Mon nella parte sudorientale del Myanmar. Essa si trova a circa 64 km a sud di Moulmein e a 24 km a sudest di Kyaikkhami e della spiaggia di Setse.

## Storia
La città ha preso il nome da uno zayat bianco stagno, che si trova nel centro della città e che fu eretto nel 1874 da una signora Mon di nome Gee Yut. 
Durante la seconda guerra mondiale, Thanbyuzayat fu il terminale della famosa ferrovia Siam-Burma che si collegava con la ferrovia di anteguerra lungo la costa tra Ye e Rangoon.
Thanbyuzayat fu anche la località ove ebbe sede un campo di prigionieri di guerra dei Giapponesi, che lavoravano alla costruzione della ferrovia, e oltre 3000 lavoratori Alleati (prevalentemente Australiani e Britannici) sono sepolti colà, nel Cimitero di guerra di Thanbyuzayat. Durante la seconda guerra mondiale Thanbyuzayat era solo un grosso villaggio entro Kyaikkami, ottenendo più tardi lo status di città.

## Luoghi di interesse
- Cimitero di guerra di Thanbyuzayat
- Museo della Ferrovia della Morte
- Spiaggia di Setse
- Fabbrica di produzione gel di Agar di Setse
- Fattorie di sale Pa-nga[5]
- Villaggio di produzione di Pa-nga Ngapi
- Pagoda Kyaik Kohgrain
- Sorgenti calde (originariamente costruite per ufficiali giapponesi della seconda guerra mondiale)[6]
- Città turistica di Kyaikkhami
- Pagoda Kyeik Ne' del villaggio Welgalaung